# 고려대학교 구 중앙도서관
고려대학교 구 중앙도서관(高麗大學校 舊 中央圖書館, 현재의 대학원 건물)은 대한민국의 대학 고려대학교의 전신인 보성전문학교가 개교 30주년을 기념하여 세운 도서관 건물이다.

## 역사
고려대학교 본관이 준공된 다음 해인 1935년 6월 착공하여 1937년 9월 준공된 건물로, 1981년 사적 286호에 등록되었다. 일반부는 지상 3층, 우측 탑실부는 지상 5층, 연면적 4,089m2(1,236.92평), 철근 콘크리트 구조이었다. 설계자는 본관과 같이 박동진(朴東鎭)이다. 공사비 22만원이 소요된 이 건물은 당시 최신식이었다. 
건축 당시 평면은 ‘ㄴ’자형으로 남서 모서리에 고딕 성관풍(城館風)의 5층 탑을 세우고, 이곳에 주출입구를 두었다. 1층에는 교수연구실 32개, 2층에는 250석의 대열람실을 배치하고, 각 좌석마다 전기스탠드와 가죽을 씌운 회전의자를 두었다. 3층에는 20만권의 장서를 수장할 수 있는 서고를 두고, 3층 이상에는 민속자료·미술품 진열실을 설치하였다. 
출입구, 탑의 창호, 남측 창들은 뾰족아치로 쌓고, 서측 창은 수평아치로 쌓았다. 남동측 끝단과 북측으로 돌출된 네 모서리에는 고딕식 튜렛(turret)을 세웠고, 남측 창들 사이에는 부축벽(flat buttress)을 세웠다. 박동진은 이 건물 설계 때 본관 설계와는 달리 김성수(金性洙)의 간섭 없이 설계했다고 술회하였다. 이후 고려대학교 중앙도서관이 새로 만들어지고, 현재 이 건물은 대학원과 교수연구실로 사용되고 있다.